# Linzi
Linzi is een stad in de Chinese provincie Shandong. Linzi maakt deel uit van de stadsprefectuur Zibo en heeft 590.000 inwoners.
Linzi was de hoofdstad van de staat Qi tijdens de periode van de Zhou-dynastie.
Het Linzistadion in de stad werd in 2010 gebruikt voor het Aziatisch kampioenschap voetbal onder 19.